# Chenopodium gubanovii
Chenopodium gubanovii är en amarantväxtart som beskrevs av Sukhor. Chenopodium gubanovii ingår i släktet ogräsmållor, och familjen amarantväxter. Inga underarter finns listade i Catalogue of Life.